# 소송행위
소송행위(訴訟行爲, Prozesshandlung)란 소송절차를 조성하는 행위로서 일정한 소송법적 효과가 인정되는 행위를 말한다.

## 같이 보기
- 소송